# Becher Gale
Becher Robert Gale (* 14. April 1887 in Elora; † 24. August 1950 in Gravenhurst) war ein kanadischer Ruderer.
Becher Gale ruderte für den Argonaut Rowing Club in Toronto. Bei den Olympischen Spielen 1908 in London trat Gale am 30. Juli in zwei Bootsklassen an. Im Vierer ohne Steuermann unterlagen Gordon Balfour, Becher Gale, Charles Riddy und Geoffrey Taylor dem Boot des Magdalen College aus Oxford. Da von vier teilnehmenden Booten nur die beiden Siegerboote der Vorläufe das Finale erreichten, werden die beiden Verliererboote heute meist als Drittplatzierte geführt. Die vier Ruderer aus dem Vierer nahmen auch am Wettbewerb im Achter teil, ebenfalls mit einer Crew, die komplett vom Argonaut Rowing Club gestellt wurde. Die Kanadier gewannen ihren Vorlauf und unterlagen im Halbfinale der britischen Crew vom Leander Club. Auch in dieser Bootsklasse werden die unterlegenen Boote des Halbfinales meist als Olympiadritte bezeichnet.
Vier Jahre später trat Becher Gale auch bei den Olympischen Spielen 1912 in Stockholm mit einem Achter des Argonaut Rowing Club an. Die Kanadier trafen bereits im Vorlauf auf die späteren Olympiasieger vom Leander Club und schieden aus.
Im Ersten Weltkrieg diente Becher Gale zunächst als Leutnant im 36. Peel Regiment, diente dann im 74. Bataillon und schließlich bei den 4. Canadian Mountain Rifles. Am Ende des Krieges verließ Gale die Army als Major. Im Zivilleben war Gale danach unter anderem im Bankgeschäft tätig und später bei Rexall, einer kanadischen Firma der Pharmazie-Branche.